# Kanton Abbeville-2
 Abbeville-2  is een kanton van het Franse departement Somme. Het kanton maakt deel uit van het arrondissement  Abbeville.
Het kanton Abbeville-2 werd  gevormd ingevolge het decreet van 26 februari 2014, met uitwerking op 22 maart 2015 en met Abbeville als hoofdplaats.

## Gemeenten
Het kanton omvat volgende gemeenten :
- Zuidelijk deel van Abbeville
- Acheux-en-Vimeu
- Arrest
- Béhen
- Boismont
- Bray-lès-Mareuil
- Cahon
- Cambron
- Eaucourt-sur-Somme
- Épagne-Épagnette
- Ercourt
- Estrébœuf
- Franleu
- Grébault-Mesnil
- Huchenneville
- Mareuil-Caubert
- Miannay
- Mons-Boubert
- Moyenneville
- Quesnoy-le-Montant
- Saigneville
- Saint-Valery-sur-Somme
- Tœufles
- Tours-en-Vimeu
- Yonval